# 藍住町バラ園
藍住町バラ園（あいずみちょうバラえん）は、徳島県板野郡藍住町にあるバラ園。

## 概要
正法寺川沿岸にあるバラ園で、270種類のバラの花（大輪・中輪・つるバラ・ミニバラ等）が咲いており、色合いも花色も代表的な赤系・ピンク系から複色・覆色・彩り系などである。毎年5月と10月にはバラまつりが開催されており入園料は無料。バラに関するイベントやバラの苗木、藍住町特産品の販売などが開かれる。
- 住所：〒771-1251　徳島県板野郡藍住町矢上字原263-88
- 開園：9:00-17:00（年中無休）
- 品種：270品種。

## アクセス
- 徳島自動車道「藍住インターチェンジ」より2.7km。（車）
- 徳島市内から徳島県道・香川県道1号徳島引田線を車で20分。（車）
- JR高徳線「勝瑞駅」下車、車で10分。（鉄道）
- 徳島バス「藍住町バラ園前停留所」すぐ。（バス）